# Heide bei Atzelrode
Heide bei Atzelrode este o arie protejată (arie specială de conservare — SAC, sit de importanță comunitară — SCI) din Germania întinsă pe o suprafață de 2,44 ha, integral pe uscat.

## Localizare
Centrul sitului Heide bei Atzelrode este situat la coordonatele 50°58′52″N 9°41′15″E / 50.9811°N 9.6875°E.

## Înființare
Situl Heide bei Atzelrode a fost declarat sit de importanță comunitară în noiembrie 2004 pentru a proteja 1 specie de animale. Situl a fost protejat și ca arie specială de conservare în martie 2008.

## Biodiversitate
Situată în ecoregiunea continentală, aria protejată conține 1 habitat natural: Pajiști uscate europene.
La baza desemnării sitului se află o specie protejată de  păsări: sfrâncioc roșiatic (Lanius collurio).
Pe lângă speciile protejate, pe teritoriul sitului au mai fost identificate 5 specii de plante, 2 specii de nevertebrate, 1 specie de reptile.